# Polly Sherman
Polly Sherman è un personaggio della sit-com inglese Fawlty Towers. È interpretata da Connie Booth.

## Descrizione del personaggio
Polly è principalmente la cameriera dell'hotel di Torquay, ma qualche volta sembra essere costretta a fare altri lavori nell'hotel, forse per guadagnare dei soldi in più. Spesso è la "voce del buonsenso" durante i momenti caotici dell'hotel, ma di solito viene frequentemente coinvolta in ridicole situazioni, come per esempio aiutare Basil a nascondere un disastro che ha combinato. Polly, insieme al collega Manuel, viene spesso maltrattata da Basil.
Sebbene abbia un buon carattere, Polly è anche vista con un carattere un po' malizioso, come per esempio nell'episodio La morte, dove lei e Manuel attuano una vendetta contro il cane di un'ospite.
Polly è apparentemente occupata in lavori part-time (durante i pasti), ed è una studentessa d'arte (secondo Basil ha passato tre anni all'università). Nonostante il suo lavoro part-time, come la maggior parte degli impiegati dell'hotel, è frequentemente gravata da altre funzioni. In un episodio la si vede fare una caricatura di Basil, che tutti tranne Basil riescono a riconoscere. Polly è anche una studentessa di lingue e nell'episodio I tedeschi viene mostrata la sua abilità di parlare lo spagnolo e il tedesco.
Polly e Manuel, oltre ad essere colleghi, sono molto amici e spesso lei riesce a difenderlo quando viene maltrattato continuamente da Basil. Sia Polly che Manuel hanno una propria stanza nell'hotel.